# Intercontinental Cup basketbal 1966
De Intercontinental Cup (basketbal) in 1966 vond plaats in Real Madrid Pavilion, Madrid. Van FIBA Europe speelde Real Madrid en Ignis Varese mee. Van de Liga Sudamericana speelde SC Corinthians mee en van de NABL speelde de Jamaco Saints mee.

## Wedstrijden
Eerste dag 7 januari 1966 halve finales
| SC Corinthians | 69 – 62 | Jamaco Saints |
| Ignis Varese   | 86 – 77 | Real Madrid   |

Tweede dag 8 januari 1966 3e - 4e plaats
| Real Madrid | 112 – 96 | Jamaco Saints |

Derde dag 9 januari 1969 finale
| Ignis Varese | 66 – 59 | SC Corinthians |

| Rank | Team           | Record |
| ---- | -------------- | ------ |
| 1    | Ignis Varese   | 2-0    |
| 2    | SC Corinthians | 1-1    |
| 3    | Real Madrid    | 1-1    |
| 4    | Jamaco Saints  | 0-2    |